# St. Michael (Alaska)
St. Michael è una città degli Stati Uniti d'America, situata nella Census Area di Nome, nello Stato dell'Alaska. La città si trova sull'Isola di St. Michael nella baia di Norton Sound.